# 新田駅 (宮城県)
新田駅（にったえき）は、宮城県登米市迫町新田字狼ノ欠（おいのがけ）にある、東日本旅客鉄道（JR東日本）東北本線の駅。

## 歴史

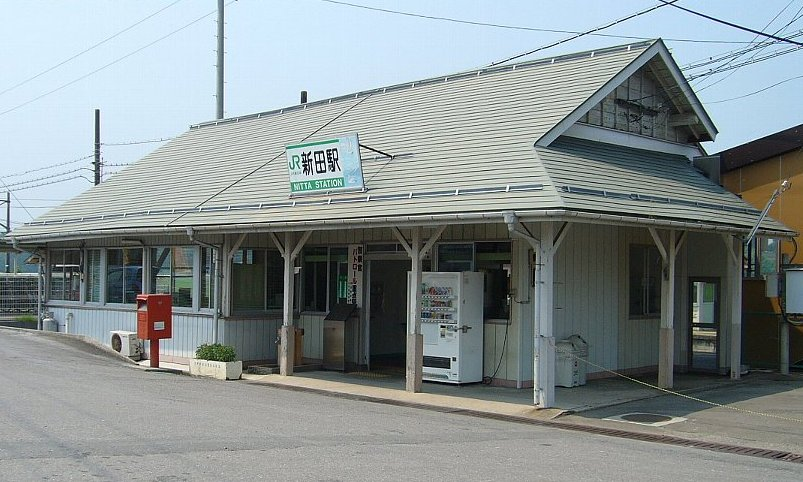
旧駅舎（2006年8月）

- 1894年（明治27年）1月4日：日本鉄道の駅として開業[1][3]。
- 1906年（明治39年）11月1日：日本鉄道が国有化され、官設鉄道の駅となる[3]。
- 1984年（昭和59年）12月1日：駅員無配置駅となる[4]。
- 1987年（昭和62年）4月1日：国鉄分割民営化に伴い、東日本旅客鉄道（JR東日本）の駅となる[3]。
- 2019年（平成31年）3月16日：終日無人化[5][新聞 1]。
- 2021年（令和3年）
  - 4月：駅舎建て替え工事に着手[報道 2][新聞 2]。建替前の段階で東北本線およびJR東日本仙台支社管内では最古の駅舎だった[6][新聞 2][新聞 3]。
  - 6月末：仮駅舎に切り替え[報道 2][新聞 2]。
  - 12月26日：新駅舎の使用を開始[報道 1]。
- 2024年（令和6年）10月1日：えきねっとQチケのサービスを開始[2][報道 3]。

## 駅構造
小牛田駅管理の無人駅で、単式ホーム2面2線を有する地上駅である。かつては単式・島式ホーム2面3線であったが、中線のホームは柵で封鎖されている。ホーム間の移動は跨線橋を利用する。自動券売機が設置されている。なお、奈良線の新田駅と区別するために切符には「（北）新田」と印字される。
2019年（平成31年）3月のダイヤ改正までは業務委託駅（JR東日本東北総合サービス委託）で、窓口が設置されていた。
この駅は東京駅からの営業キロ数が416.2キロメートルあり、東北新幹線くりこま高原駅の営業キロ基準になっている。

### のりば
| 番線 | 路線      | 方向 | 行先       |
| ---- | --------- | ---- | ---------- |
| 1    | ■東北本線 | 上り | 仙台方面   |
| 2    | ■東北本線 | 下り | 一ノ関方面 |

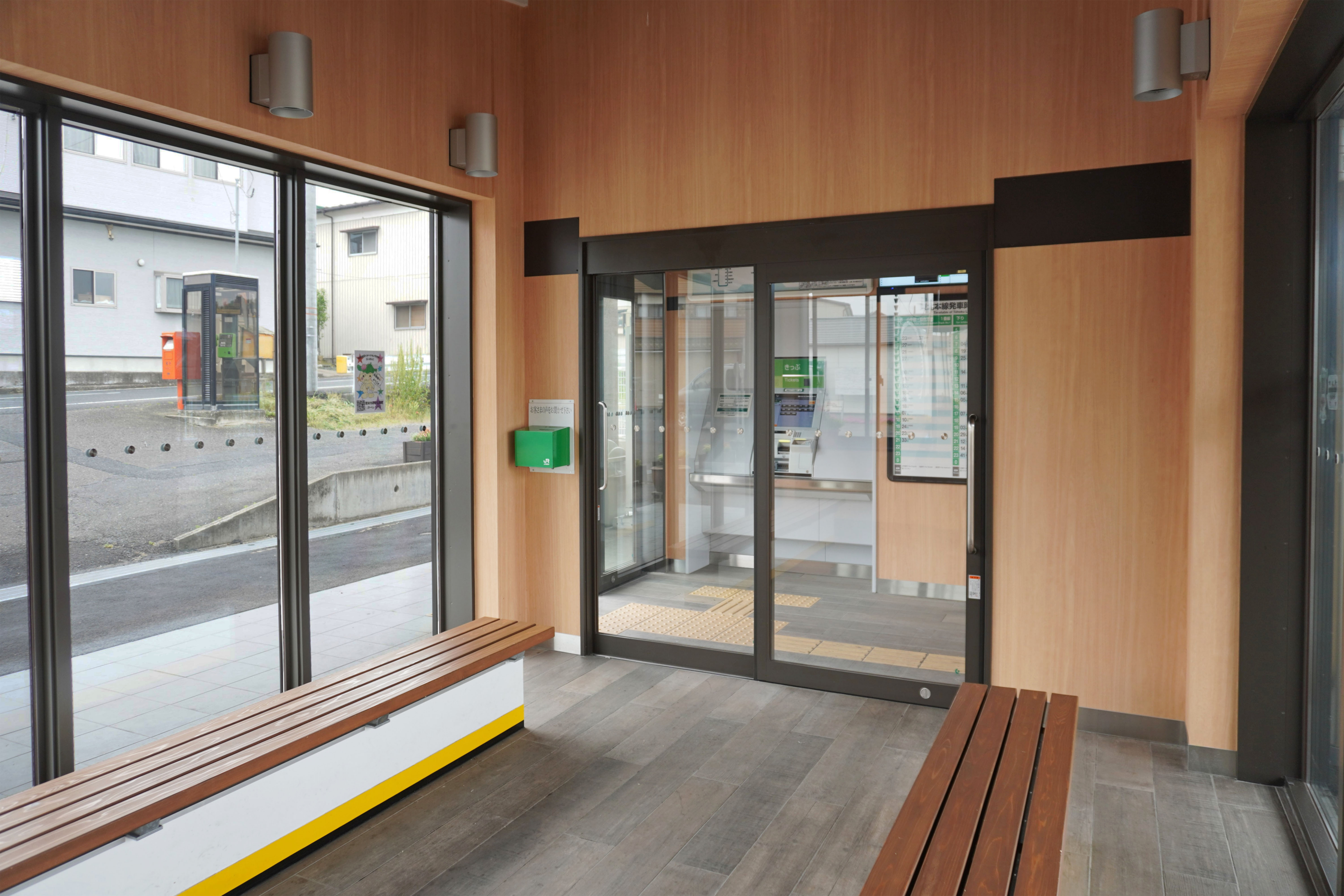
駅舎内（2023年5月）
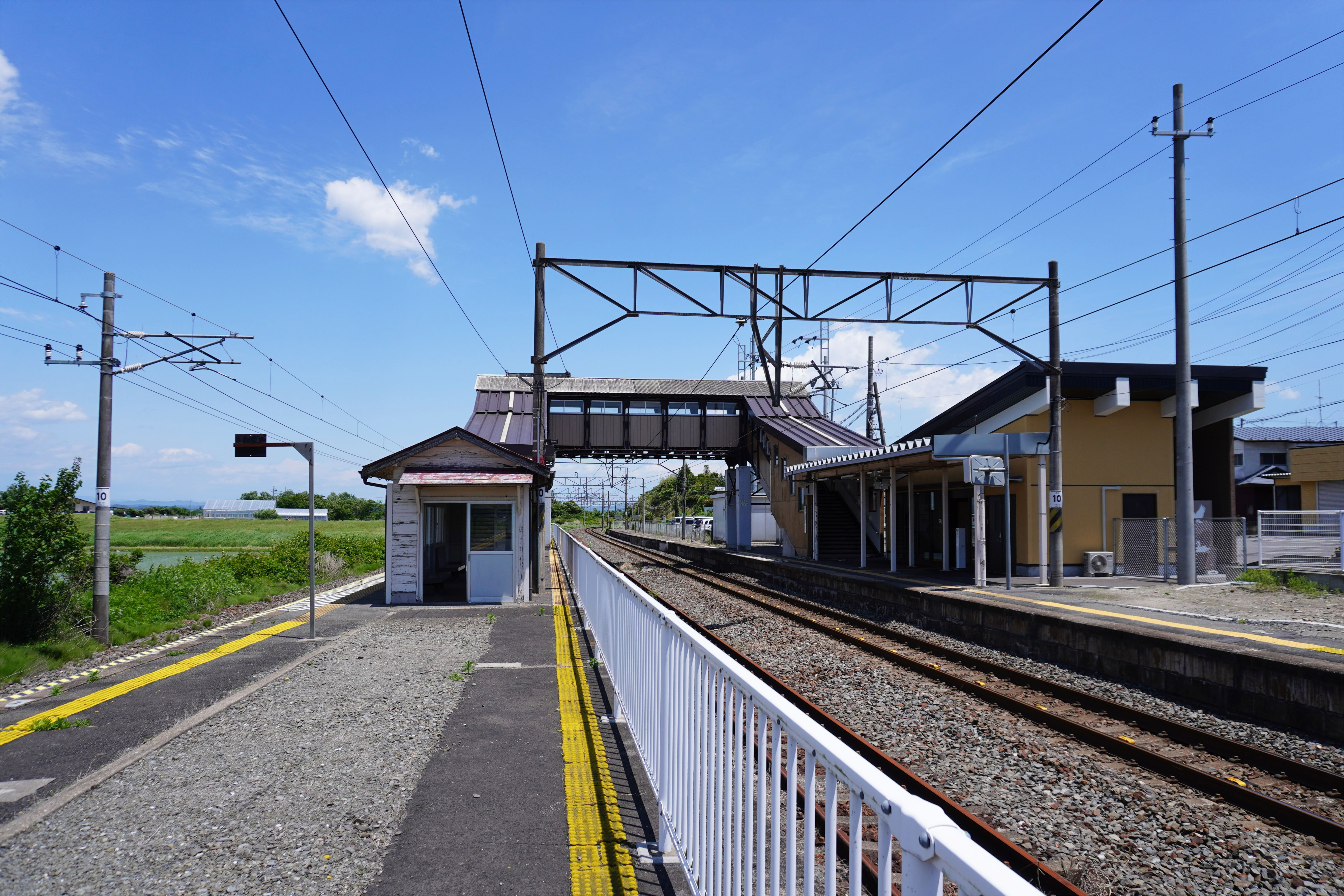
ホーム（2023年6月）

## 利用状況
JR東日本によると、2000年度（平成12年度） - 2017年度（平成29年度）の1日平均乗車人員の推移は以下のとおりであった。
| 1日平均乗車人員推移 | 1日平均乗車人員推移 | 1日平均乗車人員推移 | 1日平均乗車人員推移 | 1日平均乗車人員推移 |
| 年度                | 定期外              | 定期                | 合計                | 出典                |
| ------------------- | ------------------- | ------------------- | ------------------- | ------------------- |
| 2000年（平成12年）  |                     |                     | 380                 | [ 利用客数 1 ]      |
| 2001年（平成13年）  |                     |                     | 369                 | [ 利用客数 2 ]      |
| 2002年（平成14年）  |                     |                     | 383                 | [ 利用客数 3 ]      |
| 2003年（平成15年）  |                     |                     | 392                 | [ 利用客数 4 ]      |
| 2004年（平成16年）  |                     |                     | 361                 | [ 利用客数 5 ]      |
| 2005年（平成17年）  |                     |                     | 328                 | [ 利用客数 6 ]      |
| 2006年（平成18年）  |                     |                     | 346                 | [ 利用客数 7 ]      |
| 2007年（平成19年）  |                     |                     | 326                 | [ 利用客数 8 ]      |
| 2008年（平成20年）  |                     |                     | 320                 | [ 利用客数 9 ]      |
| 2009年（平成21年）  |                     |                     | 303                 | [ 利用客数 10 ]     |
| 2010年（平成22年）  |                     |                     | 301                 | [ 利用客数 11 ]     |
| 2011年（平成23年）  |                     |                     | 269                 | [ 利用客数 12 ]     |
| 2012年（平成24年）  | 56                  | 225                 | 282                 | [ 利用客数 13 ]     |
| 2013年（平成25年）  | 55                  | 208                 | 263                 | [ 利用客数 14 ]     |
| 2014年（平成26年）  | 55                  | 197                 | 253                 | [ 利用客数 15 ]     |
| 2015年（平成27年）  | 52                  | 180                 | 233                 | [ 利用客数 16 ]     |
| 2016年（平成28年）  | 52                  | 189                 | 242                 | [ 利用客数 17 ]     |
| 2017年（平成29年）  | 52                  | 191                 | 244                 | [ 利用客数 18 ]     |

## 駅周辺
一時期、JTB時刻表の索引地図で、新田駅は◎印がついた登米市の代表駅として扱われた。しかし、市役所のある佐沼地区とはかなり離れていることもあり、現在は代表駅の印である◎は外されている。
- 佐沼警察署新田駐在所
- 伊豆沼、内沼（白鳥飛来地:ラムサール条約登録湿地）[1]
- 宮城県伊豆沼・内沼サンクチュアリセンター
- 伊豆沼野鳥観察館
- 宮城県道36号築館登米線
- 新田郵便局
- JAみやぎ登米新田支店

## バス路線
バス停留所の名称は登米市民バスのみ「新田駅前」で、それ以外の路線は「新田駅」である。
- 登米市民バス（ミヤコーバス佐沼営業所運行委託）
  - 新田線：ミヤコーバス佐沼営業所・登米総合産業高校前行き／新田公民館前・くりこま高原駅前行き
- 迫住民バス（市民輸送兼用スクールバス）
  - 登米市役所迫庁舎行き／新田公民館行き
  - 乗車するには、バスに挙手して合図する必要がある。2023年（令和5年）時点で標識がなくなり、他社バス停近辺で挙手する。
- 栗原市民バス（栗原観光タクシー運行委託）
  - 横須賀線：栗原中央病院行き

## 隣の駅
東日本旅客鉄道（JR東日本）
■東北本線
梅ケ沢駅 - 新田駅 - 石越駅

### 記事本文

#### 報道発表資料
1. 1 2 3 4  『陸羽西線「狩川駅」 東北本線「新田駅」が新しくなります』（PDF）（プレスリリース）東日本旅客鉄道仙台支社、2021年12月9日。オリジナルの2021年12月9日時点におけるアーカイブ。2021年12月15日閲覧。
2. 1 2  『東北本線「新田駅」の建替えを行います』（PDF）（プレスリリース）東日本旅客鉄道仙台支社、2021年1月28日。オリジナルの2021年1月28日時点におけるアーカイブ。2021年1月28日閲覧。
3. ↑  『Suicaエリア外もチケットレスで! 東北エリアから「えきねっとQチケ」がはじまります』（PDF）（プレスリリース）東日本旅客鉄道、2024年7月11日。オリジナルの2024年7月11日時点におけるアーカイブ。2024年8月1日閲覧。

#### 新聞記事
1. 1 2 3  「<JR東日本>利用者減で3駅無人に 来月16日から」『河北新報』河北新報社、2019年2月20日。オリジナルの2019年2月20日時点におけるアーカイブ。2020年5月25日閲覧。
2. 1 2 3  「築127年、JR東「新田駅」建て替えへ 新駅舎は12月利用開始」『河北新報』2021年3月22日。オリジナルの2021年3月22日時点におけるアーカイブ。2021年3月22日閲覧。
3. ↑  「127年の歴史刻んだ駅舎に別れ JR東北線最古の登米・新田駅」『河北新報』2021年7月1日。オリジナルの2021年7月21日時点におけるアーカイブ。2021年7月21日閲覧。

### 利用状況
1. ↑  “各駅の乗車人員（2000年度）”.   東日本旅客鉄道. 2019年2月6日閲覧。
2. ↑  “各駅の乗車人員（2001年度）”.   東日本旅客鉄道. 2019年2月6日閲覧。
3. ↑  “各駅の乗車人員（2002年度）”.   東日本旅客鉄道. 2019年2月6日閲覧。
4. ↑  “各駅の乗車人員（2003年度）”.   東日本旅客鉄道. 2019年2月6日閲覧。
5. ↑  “各駅の乗車人員（2004年度）”.   東日本旅客鉄道. 2019年2月6日閲覧。
6. ↑  “各駅の乗車人員（2005年度）”.   東日本旅客鉄道. 2019年2月6日閲覧。
7. ↑  “各駅の乗車人員（2006年度）”.   東日本旅客鉄道. 2019年2月6日閲覧。
8. ↑  “各駅の乗車人員（2007年度）”.   東日本旅客鉄道. 2019年2月6日閲覧。
9. ↑  “各駅の乗車人員（2008年度）”.   東日本旅客鉄道. 2019年2月6日閲覧。
10. ↑  “各駅の乗車人員（2009年度）”.   東日本旅客鉄道. 2019年2月6日閲覧。
11. ↑  “各駅の乗車人員（2010年度）”.   東日本旅客鉄道. 2019年2月6日閲覧。
12. ↑  “各駅の乗車人員（2011年度）”.   東日本旅客鉄道. 2019年2月6日閲覧。
13. ↑  “各駅の乗車人員（2012年度）”.   東日本旅客鉄道. 2019年2月6日閲覧。
14. ↑  “各駅の乗車人員（2013年度）”.   東日本旅客鉄道. 2019年2月6日閲覧。
15. ↑  “各駅の乗車人員（2014年度）”.   東日本旅客鉄道. 2019年2月6日閲覧。
16. ↑  “各駅の乗車人員（2015年度）”.   東日本旅客鉄道. 2019年2月6日閲覧。
17. ↑  “各駅の乗車人員（2016年度）”.   東日本旅客鉄道. 2024年10月1日閲覧。
18. ↑  “各駅の乗車人員（2017年度）”.   東日本旅客鉄道. 2019年2月6日閲覧。